# Флоріка (Телеорман)
Флоріка (рум. Florica) — село у повіті Телеорман в Румунії. Входить до складу комуни Драча.
Село розташоване на відстані 105 км на південний захід від Бухареста, 26 км на захід від Александрії, 107 км на південний схід від Крайови.

## Населення
За даними перепису населення 2002 року у селі проживали 339 осіб, усі — румуни. Усі жителі села рідною мовою назвали румунську.